# Hamsun
Pour plus de détails, voir Fiche technique et Distribution.
Hamsun est un film norvégien, réalisé par Jan Troell, sorti en 1996.

## Synopsis
Le film raconte la vie de Knut Hamsun, un écrivain norvégien controversé en raison de ses sympathies nazies.

## Fiche technique
- Titre : Hamsun
- Titre original : Hamsun
- Réalisation : Jan Troell
- Scénario : Per Olov Enquist et Jan Troell d'après le roman de Thorkild Hansen
- Production : Erik Crone
- Pays d'origine :  Norvège,  Suède,  Danemark et  Allemagne
- Langue : norvégien
- Genre : Drame
- Durée : 157 minutes
- Dates de sortie : 1996

## Distribution
- Max von Sydow : Knut Hamsun
- Ghita Nørby : Marie Hamsun, sa femme
- Anette Hoff : Ellinor Hamsun, la fille de Hamsun
- Gard B. Eidsvold : Arild Hamsun, la fille de Hamsun
- Eindride Eidsvold : Tore Hamsun, le fils de Hamsun
- Åsa Söderling : Cecilia Hamsun, Knuts dotter
- Sverre Anker Ousdal : Vidkun Quisling
- Liv Steen : Maria Quisling, la femme de Quisling
- Erik Hivju : Langfeldt, professeur en psychiatrie
- Edgar Selge : Josef Terboven
- Ernst Jacobi (en) : Adolf Hitler
- Svein Erik Brodal : Holmboe
- Per Jansen : Harald Grieg
- Jesper Christensen : Otto Dietrich
- Johannes Joner : Finn Christensen
- Finn Schau : le médecin
- Eva von Hanno : l'infirmière

## Autour du film
La première du film a lieu en Norvège le 19 avril 1996. Le film est basé sur le livre de l'écrivain danois Thorkild Hansen, Processen mod Hamsun (le procès de Hamsun) qui sortit en 1978. En Suède le film reçoit la récompense du meilleur film suédois en 1996 (le film est en fait une coproduction germano-scandinave jouée en norvégien), Max von Sydow aura la récompense du meilleur acteur, Ghita Nørby de la meilleure actrice et Per Olov Enquist pour le meilleur scénario. En France, il obtiendra la récompense au Festival du cinéma nordique.